# Trachylepis socotrana
Trachylepis socotrana är en ödleart som beskrevs av  Peters 1882. Trachylepis socotrana ingår i släktet Trachylepis och familjen skinkar. IUCN kategoriserar arten globalt som livskraftig. Inga underarter finns listade i Catalogue of Life.